# إعلان الجمهورية التونسية
أعلنت الجمهورية التونسية في 25 جويلية 1957 إثر قرار المجلس القومي التأسيسي بالإجماع إلغاء الملكية.

## خلفية إعلان الجمهورية

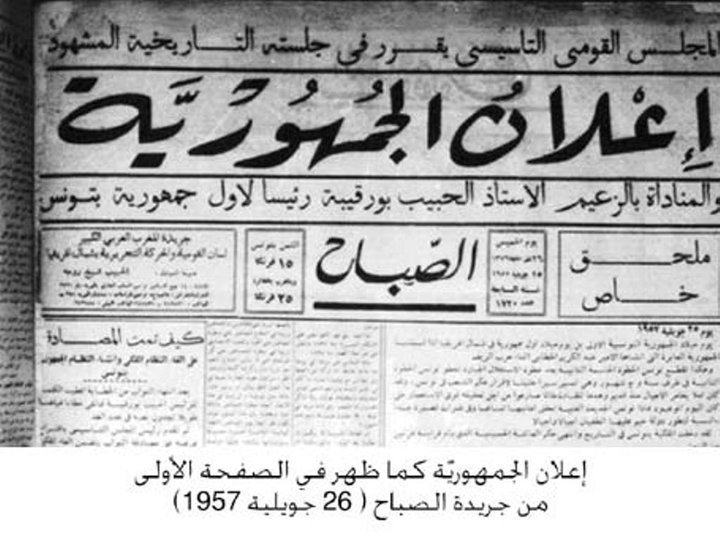
إعلان الجمهورية التونسية في جريدة الصباح.

أعيد التأكيد على النظام الملكي كأساس للدولة التونسية بعد الاستقلال، لكن جاء إعلان الجمهورية بعد عام ونصف من ذلك، لتتكرس هيمنة الزعيم الحبيب بورقيبة وحزبه، الحزب الحر الدستوري الجديد على الحياة السياسية وأركان الدولة. ورغم أن المجلس التأسيسي كان رسميا منكبا على إعداد دستور في إطار الملكية الدستورية إلا أن هناك مؤشرات بدأت بالظهور منذ الاستقلال عن إمكانية تغيير نظام الحكم. فالنظام الحسيني أخرج منهكا من 75 عاما من الاحتلال في حين خرج الحزب الحر الدستوري الجديد، أبرز مكون للحركة الوطنية منتصرا في صراعه مع سلطات الحماية، وتمكن بالتحالف مع النقابات الأساسية في البلاد من الفوز في أفريل 1956 بكل مقاعد المجلس القومي التأسيسي. سحبت تدريجيا كل سلطات الأمين باي وفي 15 جويلية وقع استبدال حرسه بوحدة من الجيش التونسي المكون حديثا، وفي 22 جويلية اجتمع الديوان السياسي للحزب الحر الدستوري الجديد ليتقرر نهائيا تغيير نظام الحكم.

## خلع الباي
كلف في اليوم نفسه من إعلان الجمهورية وفد من عدة شخصيات لإعلام الباي محمد الأمين باي مقتضيات قرار المجلس التأسيسي ولدعوته للامتثال به. وقد ضم الوفد كل من علي البلهوان، (الكاتب العام للمجلس القومي التأسيسي)، الطيب المهيري (وزير الداخلية)، أحمد المستيري (وزير العدل)، إدريس قيقة (مدير الأمن الوطني)، عبد المجيد شاكر (عضو الديوان السياسي للحزب)، أحمد الزاوش (والي تونس)، تيجاني القطاري (آمر الحرس الوطني). اقتيد الباي مع زوجته ليوضع صحبة عائلته قيد الإقامة الجبرية في قصر الهاشمي بمنوبة. في أكتوبر 1958 نقل الباي وزوجته إلى منزل ضاحية سكرة ولم يخلى سبيله إلا عام 1960 لينتقل للعيش بحرية في شقة بحي لافيات صحبة نجله صلاح الدين إلى تاريخ وفاته في 30 سبتمبر 1962.

## نص إعلان الجمهورية التونسية
| إعلان الجمهورية التونسية | بسم الله الرحمان الرحيم نحن نواب الأمة التونسية أعضاء المجلس القومي التأسيسي، بمقتضى ما لنا من نفوذ كامل مستمد من الشعب، وتدعيما لأركان استقلال الدولة وسيادة الشعب، وسيرا في طريق النظام الديمقراطي الذي هو وجهة المجلس في تسطير الدستور، نتخذ باسم الشعب القرار التالي النافذ المفعول حالا: أولا : نلغي النظام الملكي إلغاء تاما. ثانيا : نعلن أن تونس دولة جمهورية ثالثا : نكلف رئيس الحكومة السيد الحبيب بورقيبة بمهام رئاسة الدولة على حالها الحاضر ريثما يدخل الدستور في حيز التطبيق ونطلق عليه لقب رئيس الجمهورية التونسية. رابعا : نكلف الحكومة بتنفيذ هذا القرار وباتخاذ التدابير اللازمة لصيانة النظام الجمهوري كما نكلف كلا من رئيس المجلس، والأمين العام لمكتب المجلس والحكومة بإبلاغ هذا القرار إلى الخاص والعام. أصدرناه في قصر المجلس بباردو يوم الخميس على الساعة السادسة مساء في 26 ذي الحجة 1376 وفي 25 جويلية 1957 الإمضاء : جلولي فارس | إعلان الجمهورية التونسية |

## وصلات خارجية
- موقع الاحتفال بخمسينية الجمهورية
- صفحة إعلان الجمهورية في موقع وزارة العدل التونسية
- شهادات تاريخية حول إعلان الجمهورية وسنّ الدستور من الرشيد إدريس في جريدة الصباح[وصلة مكسورة]
- شهادات تاريخية حول إعلان الجمهورية وسنّ الدستور من مجموعة من المؤرخين في جريدة الصباح[وصلة مكسورة]